# Понте Ламбро
Понте Ламбро (итал. Ponte Lambro) је насеље у Италији у округу Комо, региону Ломбардија.
Према процени из 2011. у насељу је живело 4269 становника. Насеље се налази на надморској висини од 299 м.

## Становништво
Према резултатима пописа становништва 2011. у општини је живело 4.345 становника.
| 1931. | 1936. | 1951. | 1961. | 1971. | 1981. | 1991. | 2001. | 2011. |
| ----- | ----- | ----- | ----- | ----- | ----- | ----- | ----- | ----- |
| 1.711 | 1.779 | 2.320 | 2.489 | 3.142 | 3.489 | 3.866 | 4.066 | 4.345 |

## Партнерски градови
- Завјерће
- Камјањец-Подиљски
- Кортале